# Vāzeyak
Vāzeyak (persiska: وازیک) är en ort i Iran.   Den ligger i provinsen Mazandaran, i den norra delen av landet, 130 km nordost om huvudstaden Teheran. Antalet invånare är 504.
Terrängen runt Vāzeyak är platt, och sluttar norrut. Runt Vāzeyak är det ganska tätbefolkat, med 166 invånare per kvadratkilometer. Närmaste större samhälle är Āmol, 12,9 km söder om Vāzeyak. Trakten runt Vāzeyak består till största delen av jordbruksmark.